# Geschützter Landschaftsbestandteil Hohlweg nordwestlich Kruberg
Der Geschützte Landschaftsbestandteil Hohlweg nordwestlich Kruberg mit einer Flächengröße von 0,52 ha liegt nordwestlich von Kruberg im Gemeindegebiet von  Kirchhundem (Kreis Olpe). Es wurde 2020 durch den Kreistag des Kreises Olpe als Geschützter Landschaftsbestandteil (LB) mit dem Landschaftsplan  Nr. 5 Rothaarvorhöhen zwischen Olpe und Altenhundem ausgewiesen. Von 1984 bis 2020 gehörten die Flächen zum Landschaftsschutzgebiet Kreis Olpe. Der LB ist südlich vom Landschaftsschutzgebiet Rothaarvorhöhen, Typ B und nördlich vom Landschaftsschutzgebiet Rothaarvorhöhen, Typ A umgeben.

## Gebietsbeschreibung
Im LB liegt ein besonders gut erhaltener und stark ausgeprägter Hohlweg. Der Hohlweg hat hohe Böschungen die mit Gehölzen bewachsen sind. Der LB beginnt direkt am Dorfrand.
Der Landschaftsplan führt zum LB aus: „Ein Hohlweg in dieser Form und Ausprägung ist im weiteren Umfeld selten anzutreffen.“

## Schutzzweck
Die Ausweisung erfolgt: 
- „zur Sicherung des Hohlweges und des Gehölzstreifens,“
- „als Lebensraum für landschaftstypische Pflanzen und Tiere,“
- „als Verbindungselement im Sinne des Biotopverbundsystems,“
- „als kulturhistorisch bedeutsame Landschaftsstruktur,“
- „als gliederndes und belebendes Landschaftselement und zur Bereicherung des Landschaftsbildes.“[1]

## Verbote
Es wurden ein spezielles Verbot für den LB erlassen:
- „das Relief des Hohlwegs durch Verfüllungen jedweder Art oder durch Abgrabung der Böschungen zu verändern.“[1]

## Gebote
Für den LB wurde ein spezielles Gebot erlassen:
- „die Gehölzbestände auf den Böschungen langfristig zu erhalten und in vorhandenen bzw. entstehenden Lücken standortgerechte, heimische Laubbaumarten nachzupflanzen.“[1]